# Macchine come me e persone come voi
Macchine come me e persone come voi è un romanzo del 2019 dello scrittore britannico Ian McEwan, pubblicato in Gran Bretagna nel 2019. 

## Trama
Il romanzo è ambientato nei primi anni '80 in una linea temporale storica alternativa in cui il Regno Unito ha perso la guerra delle Falkland, Alan Turing è ancora vivo, così come John Lennon (tanto che i Beatles si sono riuniti) e dove Internet, computer, social media, auto a guida autonoma e androidi utilizzati per vari compiti, esistono già. La storia ruota attorno a un androide di nome Adam e al suo rapporto con Charlie Friend e Miranda Blacke, che porta alla formazione di un triangolo amoroso.

## Accoglienza
Secondo il sito web aggregatore di recensioni Bookmarks, l'accoglienza della critica è stata per lo più positiva.
Scrivendo per il New York Times, Jeff Giles osserva: "Non è il primo, e nemmeno il decimo, posto per iniziare a leggere McEwan se non l'hai mai incontrato prima. Eppure è uno scrittore di prosa così magistrale e un pensatore provocatorio di pensieri che anche i suoi romanzi minori lasciano il segno. "Machines" è una lettura acuta e inquietante, che, nonostante le sue arterie siano intasate da ricerche e retroscena, ha molto in mente sull'amore, la famiglia, la gelosia e l'inganno. In definitiva, pone una domanda sorprendentemente triste: se costruissimo una macchina in grado di guardare nei nostri cuori, potremmo davvero aspettarci che le piaccia ciò che vede?"
Altrettanto positivo, Ron Charles, per il Washington Post, conclude che McEwan "non è solo uno degli scrittori viventi più eleganti, è uno dei più astuti nel creare dilemmi morali all'interno del dramma della vita quotidiana. È vero, lottare con un attraente rivale sintetico è un problema che la maggior parte di noi non dovrà affrontare presto (scusa, Alexa), ma capire come trattarci l'un l'altro, come fare del bene nel mondo, come creare un senso di valore nelle nostre vite, questi sono problemi che nessun robot risolverà mai per noi.

## Edizioni
- Ian McEwan, Macchine come me e persone come voi, collana Supercoralli, traduzione di Susanna Basso, Torino, Einaudi, 2019, ISBN 9788806241841, OCLC 1153207091.